# Phương Thiện
Phương Thiện là một xã thuộc thành phố Hà Giang, tỉnh Hà Giang, Việt Nam.

## Địa lý
Xã Phương Thiện là cửa ngõ phía nam của thành phố Hà Giang, có vị trí địa lý:
- Phía đông, tây và nam giáp huyện Vị Xuyên
- Phía bắc giáp phường Nguyễn Trãi và xã Phương Độ.

Xã Phương Thiện có diện tích 32,27 km², dân số năm 2019 là 4.486 người, mật độ dân số đạt 139 người/km².
Trên địa phận xã Phương Thiện có Quốc lộ 2 chạy qua.

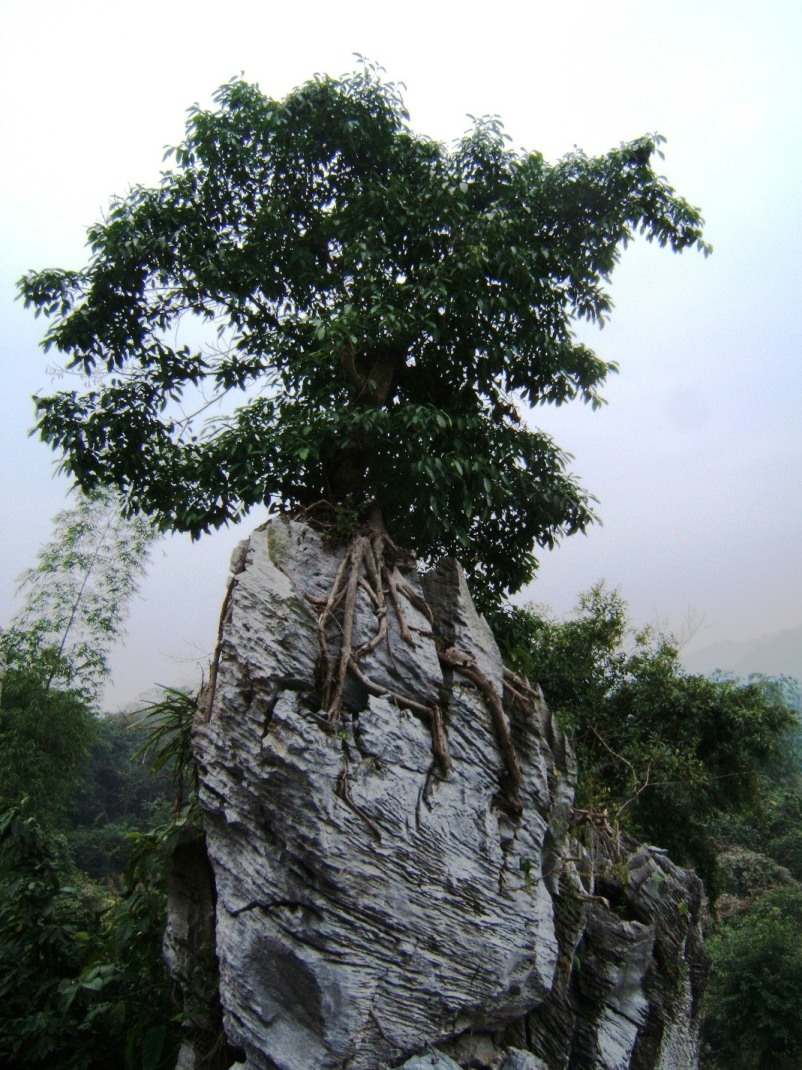
Cây sống dai trên chỏm núi đá vôi ở Cao Bành

## Hành chính
Xã Phương Thiện được chia thành 7 thôn.

## Lịch sử
Trước đây, Phương Thiện là một xã thuộc huyện Vị Xuyên.
Ngày 23 tháng 6 năm 2006, Chính phủ ban hành Nghị định 64/2006/NĐ-CP về việc điều chỉnh toàn bộ 3.219 ha diện tích tự nhiên và 3.227 nhân khẩu của xã Phương Thiện thuộc huyện Vị Xuyên về thị xã Hà Giang quản lý.
Ngày 27 tháng 9 năm 2010, Chính phủ ban hành Nghị quyết 35/NQ-CP về việc thành lập thành phố Hà Giang thuộc tỉnh Hà Giang. Xã Phương Thiện trực thuộc thành phố Hà Giang.